# Brilliant, Alabama
Brilliant är en ort i Marion County i delstaten Alabama, USA.